# Kogebog
En kogebog er en samling opskrifter og vejledning til fremstilling af madretter.

## Historie
Ved hjælp af kogebøger kan vi følge kogekunstens udvikling. Til det 16. århundrede gik opskrifterne som regel fra mund til mund eller cirkulerede i afskrifter. Den første kogebog, der fik betydning i Norden, var skrevet af den tyske kok Marx Rumpolt, der samlede mange opskrifter og i 1581 udgav dem i et bind, som han tilegnede den danskfødte kurfyrstinde Anna af Sachsen. Hvor stort behovet var for en sådan kogebog ses bedst af den store udbredelse, den hurtigt vandt. I det følgende årti blev der stadigt henvist til den.
Før bogtrykkunsten var kogebøger håndskrevne. Det ældste danske kogebogshåndskrift er fra Sorø ca år 1300 og blev nedskrevet af munken Knud Jul. Opskrifterne går under navnet Henrik Harpestrængs Kogebog eller Libellus De Arte Coquinaria. Opskrifterne er oversat fra et ukendt tysk forlæg, men opskrifterne formodes at stamme fra Sydeuropa.
Den første danske trykte kogebog udkom med anonym forfatter i 1616: Koge-Bog: Indeholdendis et hundrede fornødne stycker, som ere om Brygning, Bagning, Kogen... . Den kom i 2. oplag i 1625 og 3. oplag i 1637 . Man har tidligere troet, at bogens opskrifter stammede fra Anna Weckers Ein köstlich new Kochbuch fra 1597. Men nyere forskning viser at halvdelen af opskrifterne stammer fra Johannes Coler, Oeconomia oder Hausbuch Erste Theil, 1593 Wittenberg. Den anden halvdel af opskrifterne er fra endnu ukendt kilde.
Anna Weckers opskrifter udkom først på dansk i 1648 oversat fra tysk af Povel Iverssøn i værket En artig og meget nyttelig Kogebog. I værket var dog også tilføjet opskrifterne fra den anonyme kogebog fra 1616, og derfor er Anna Wecker uberettiget blevet tilskrevet alle opskrifterne.

I 1703 udkom Anna Elisabeth Wigants En høy-fornemme Madames Kaagebog. Den udkom i alt i 3 oplag.
I 1740, 1754 og 1755 udkom andre kogebøger, og nu var kogebøger ikke længere store sjældenheder.
Men det var først i det 19. århundrede, at kogebogslitteraturen tog fart. Af de mest kendte er Anne Marie Mangors Kogebog for små Husholdninger, der udkom 1837. Da det 40. og sidste oplag blev udsendt i 1910, nåede antallet af eksemplarer op på 220 000.
C. Jacobsens kogebog, der udkom mellem 1853 og 1866, nåede ni oplag. Maren Elisabeth Bangs kogebog, der udkom 1831 (7. oplag 1864), og Sørine Thaarups nåede 12 oplag. Desuden findes kendte kogebøger af C.E. Hagdahl, Louise Nimb og Laura Adler.
Kendte kogebogsforfattere fra 1900-tallet er Frøken Jensen, hvis kogebog sidst i 1970'erne var kommet i næsten 400 000 eksemplarer, Ingeborg Suhrs Mad fra 1909, som udkom i 26 oplag og blev trykt i 237 000 eksemplarer. Mathilde Muus der skrev under pseudonymet Fru Constantin, Karen Braae, Magdalene Lauridsen, Asta Bang og Edith Rode, Birgitte Berg Nielsen, John Price, Kirsten Hüttemeier og Mogens Brandt.
Af specialkogebøger kan nævnes vegetarianske kogebøger af Anna Poulsen, Marie Johansen, Marie Lindberg og Maja Schrøder, Kogebog for sukkersyge af Louise Nimb og sundhedskogebog.
Ud over danske kogebøger kom også i 1909 Auguste Escoffiers kogebog og Ali-Babs i 1944. Interessen for det udenlandske køkken steg med charterferiernes udbredelse efter anden verdenskrig, og afspejles i kogebogslitteraturen.
En ejendommelig udgivelse er den amerikanske kogebog Manifold Destiny med opskrifter på, hvordan man laver mad med sin bilmotor. Sogar et helt julemåltid lod sig tilberede under kørsel, selv om grøntsagerne blev mislykkede.

## Udgivelser i Danmark gennem tiden
I 1600-tallet udkom der tre danske kogebøger oversat fra tysk, i 1700-tallet udkom der 17 kogebøger på dansk, i 1800-tallet udkom der godt 160 kogebøger, og fra 1900 til slutningen af 1970´erne udkom der næsten 700 nye kogebøger.